# Urban Hymns
Az 1997-es Urban Hymns a The Verve harmadik nagylemeze. Az együttes legtöbb példányban eladott albuma lett, az év egyik legnagyobb példányszámban eladott albuma. A brit albumlista történetének 15. legtöbb példányban eladott albuma.
A Billboard 200-on a 63. helyen debütált, ez az együttes első listás albuma az Egyesült Államokban. Végül a 23. helyig jutott, és a The Verve legtöbb példányban eladott albuma lett az Egyesült Államokban. 1998. április 4-én megkapta a platina minősítést.
1998-ban megkapta a legjobb brit albumnak járó Brit Awards díjat, és a Mercury Prize-ra is jelölték. A Q Magazin olvasói minden idők 18. legjobb albumának választották meg. 2001-ben is erre a helyre került. Szerepel az 1001 lemez, amit hallanod kell, mielőtt meghalsz című könyvben.

## Az album dalai
|     | Cím                         | Szerző(k)                         | Hossz                |
| --- | --------------------------- | --------------------------------- | -------------------- |
| 1.  | Bitter Sweet Symphony       | Jagger/Richards, Richard Ashcroft | 5:58                 |
| 2.  | Sonnet                      | Ashcroft                          | 4:21                 |
| 3.  | The Rolling People          | The Verve                         | 7:01                 |
| 4.  | The Drugs Don't Work        | Ashcroft                          | 5:05                 |
| 5.  | Catching the Butterfly      | The Verve                         | 6:26                 |
| 6.  | Neon Wilderness             | Nick McCabe, The Verve            | 2:37                 |
| 7.  | Space and Time              | Ashcroft                          | 5:36                 |
| 8.  | Weeping Willow              | Ashcroft                          | 4:49                 |
| 9.  | Lucky Man                   | Ashcroft                          | 4:53                 |
| 10. | One Day                     | Ashcroft                          | 5:03                 |
| 11. | This Time                   | Ashcroft                          | 3:50                 |
| 12. | Velvet Morning              | Ashcroft                          | 4:57                 |
| 13. | Come On (csend) Deep Freeze | The Verve                         | 15:15 6:38 6:23 2:14 |

## Közreműködők

### The Verve
- Richard Ashcroft – ének, gitár
- Nick McCabe – szólógitár
- Simon Jones – basszusgitár
- Peter Salisbury – dob
- Simon Tong – gitár, billentyűk

### További közreműködők
- Youth – producer (Bitter Sweet Symphony, Sonnet, The Drugs Don't Work, Lucky Man, One Day, This Time, Velvet Morning)
- Chris Potter – producer (The Rolling People, Catching the Butterfly, Neon Wilderness, Space and Time, Weeping Willow, Come On, Deep Freeze), hangmérnök, keverés, rögzítés
- The Verve – producer
- Liam Gallagher – háttérvokál (Come On)
- Mel Wesson – programozás
- Paul Anthony Taylor – programozás
- Will Malone – karmester, vonósok, hangszerelés
- Gareth Ashton – hangmérnökasszisztens
- Lorraine Francis – hangmérnökasszisztens
- Jan Kybert – hangmérnökasszisztens
- Brian Cannon – rendező, design, borító
- Martin Catherall – design (asszisztens)
- Matthew Sankey – design (asszisztens)
- Michael Spencer Jones – fényképek
- John Horsley – fényképek
- Chris Floyd – fényképek

## Fordítás
- Ez a szócikk részben vagy egészben az Urban Hymns című angol Wikipédia-szócikk ezen változatának fordításán alapul.  Az eredeti cikk szerkesztőit annak laptörténete sorolja fel. Ez a jelzés csupán a megfogalmazás eredetét és a szerzői jogokat jelzi, nem szolgál a cikkben szereplő információk forrásmegjelöléseként.